# Canton (Michigan)
Canton é uma municipalidade localizada no estado americano do Michigan, no Condado de Wayne.

## Demografia
Segundo o censo americano de 2000, a sua população era de 76.366 habitantes.

## Geografia
De acordo com o United States Census Bureau tem uma área de 93,2 km², dos quais 93,2 km² cobertos por terra e 0,0 km² cobertos por água.

## Localidades na vizinhança
O diagrama seguinte representa as localidades num raio de 12 km ao redor de Canton.